# Josep Ribelles i Felip
|  | No s'ha de confondre amb Josep Ribelles Comín. |

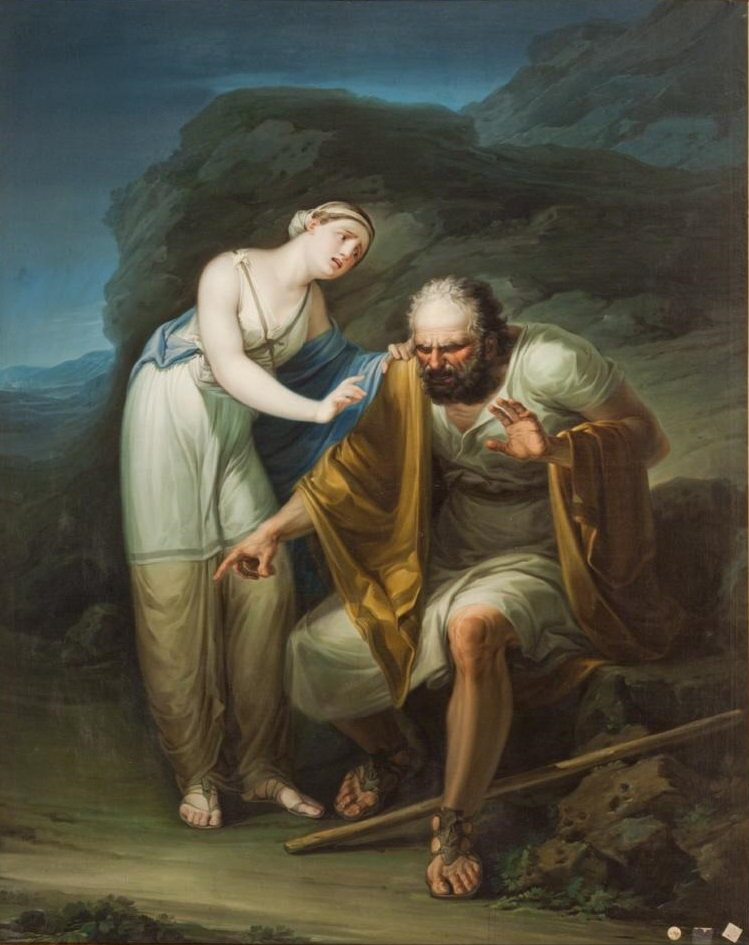
Èdip i Antígona, oli sobre llenç, 210 x 167 cm, Madrid, Reial Acadèmia de Belles Arts de San Fernando.

Josep Ribelles i Felip (José Ribelles y Helip o Felip en castellà) (València, 1778-Madrid, 1835) va ser un pintor i gravador espanyol.
Va nàixer a València, on es va formar al costat de son pare, el també pintor Josep Ribelles. D'estil neoclàssic, va continuar els seus estudis a la Reial Acadèmia de Belles Arts de Sant Carles de València, on va conèixer Vicent López i Portaña, de qui va ser deixeble. En 1799 va arribar a Madrid, on va ser acadèmic de la Reial Acadèmia de Belles Arts de San Fernando el 1818.
Se li han atribuït els dibuixos per als quatre gravats calcogràfics realitzats per Tomás López Enguídanos sobre l'alçament del 2 de maig a Madrid, dels quals va firmar els dibuixos d'una segona impressió gravada per Alejandro Blanco y Asensio.

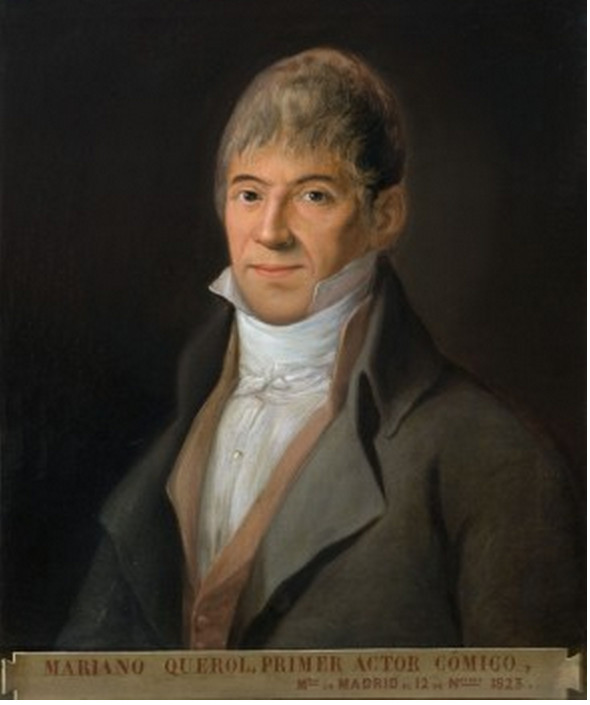
Retrat de Mariano Querol
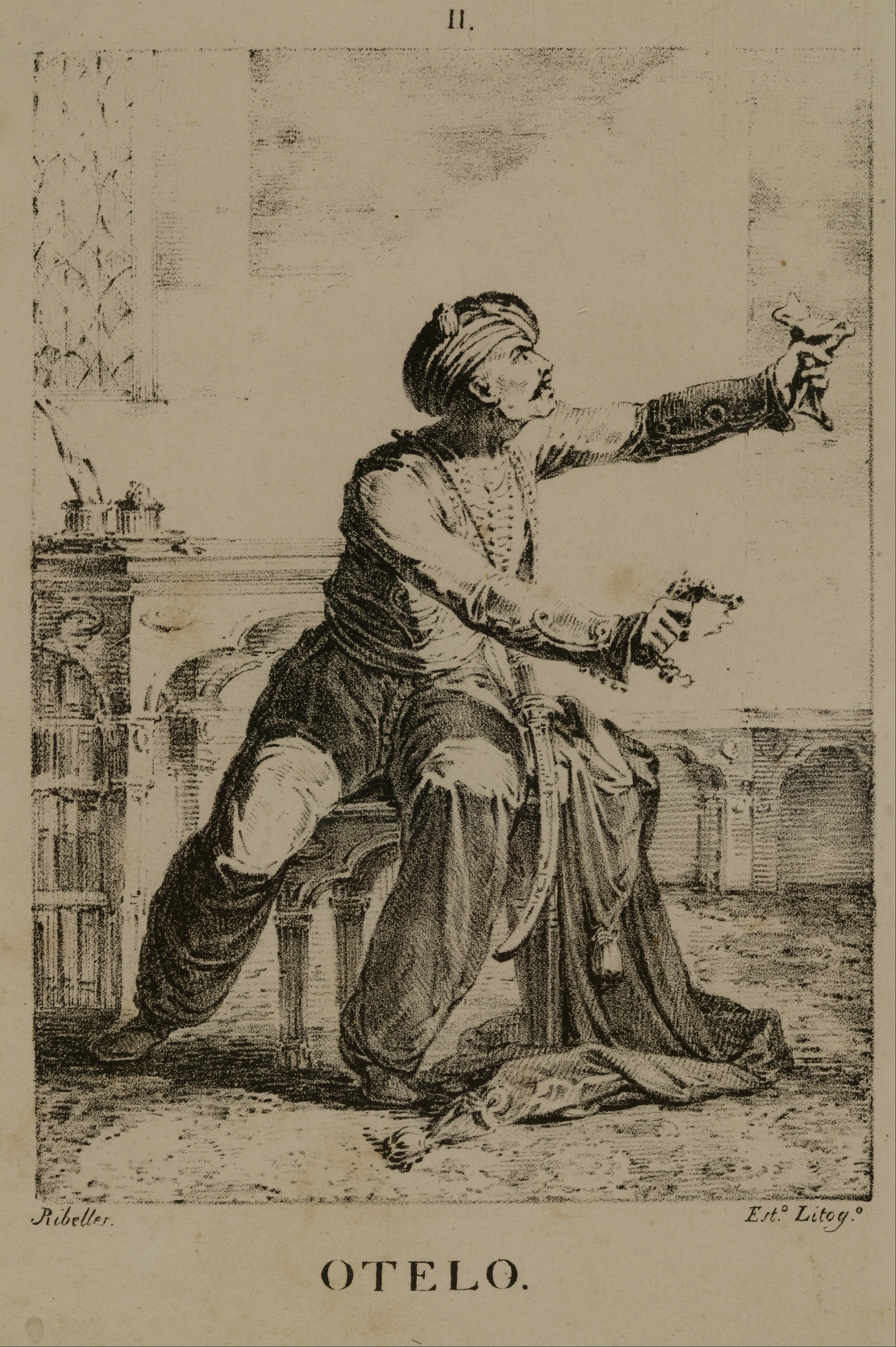
Isidoro Máiquez en el papel de Otelo, litografia al Museu del Romanticisme